# Afrikanische Platte

Übersicht der Lithosphärenplatten (unter Vernachlässigung sogenannter Mikroplatten)

Die Afrikanische Platte ist eine der größten Kontinentalplatten (auch „tektonischen Platten“) der Erde. Sie umfasst nahezu den gesamten afrikanischen Kontinent sowie einen Teil der umliegenden Meere, die auf ozeanischer Kruste liegen.
Die Afrikanische Platte grenzt – von Norden aus im Uhrzeigersinn – an die Eurasische Platte, die Apulische Platte, die Hellenische Platte, die Anatolische Platte, die Arabische Platte, die Indische Platte, die Australische Platte, die Antarktische Platte, die Süd- und an die Nordamerikanische Platte. Möglicherweise existieren in den Übergangszonen zu den großen Nachbarplatten einige weitere kleinere Platten; ihre Existenz ist aber noch nicht zweifelsfrei geklärt. Vor 60 Millionen Jahren wurde im Norden die Apulische Platte an den europäischen Kontinent angeschweißt, der adriatische Sporn war maßgebliche Ursache für die Auffaltung der Alpen. Zwischen der Apulischen Platte und Afrika gab es fortan ein verzweigtes System einer konvergierenden Plattengrenze, die teilweise auf dem Kontinent, teilweise auf der vorgelagerten ozeanischen Kruste verläuft.

## Grabenbruch
Die Afrikanische Platte weist in ihrem östlichen Teil ein riesiges Bruchsystem auf; entlang des Großen Afrikanischen Grabenbruches könnte eine neue konstruktive Plattengrenze entstehen. Der sich abspaltende östliche Teil wird üblicherweise als Somaliplatte oder Somalische Platte bezeichnet. Westlich der Somalischen Platte befindet sich die Nubische Platte. Zwischen diesen großen Lithosphärenplatten werden weitere Bruchstücke, sogenannte Mikroplatten, postuliert. Diese Vermutung basiert auf GPS-Messungen, die auf unterschiedliche Absolutbewegungen von Messpunkten hinweisen. Als Grenzverläufe zwischen den Platten werden Zonen mit stärkerer Erdbebentätigkeit angenommen. Zwischen westlichem und östlichem Zweig des ostafrikanischen Grabensystems würde so die Viktoriaplatte liegen, südlich davon die Rowumaplatte. Der Norden Madagaskars könnte nach einer Studie teilweise auf der künftigen Somaliplatte liegen, während der südliche Bereich einer Mikroplatte namens Lwandleplatte zuzuordnen sei.